# 帝国国防委员会 (自由法国)
帝国国防委员会，也译作国防委员会，是自由法国的第一个行政、军事机关。第二次世界大战期间，位于法国本土的菲利普·贝当政府与纳粹德国签订停战协定后，夏尔·戴高乐在伦敦组建法国流亡政府，并在成立后得到了英国的承认。1941年9月，帝国国防委员会改组为法兰西国家委员会。

## 历史
1940年6月16日，主张停战的菲利普·贝当成为法兰西第三共和国的最后一任总理。6月18日，逃亡英国的夏尔·戴高乐在伦敦发表讲话，号召法国人民与德国抗争。6月26日，在贝当与德国停战4天后，戴高乐向英国政府提交备忘录，决议成立帝国国防委员会以行使法国政府的权力，6月28日，英国宣布承认戴高乐的自由法国。
1940年7月11日，法兰西第三共和国正式解散，维希法国成立。8月7日，英国政府与戴高乐在契克斯达成协议，使得戴高乐获得了流亡政府的财政独立权和政治资源，同时英国政府宣布自7月11日法兰西第三共和国解散之日起，自由法国成为其合法的继承者；后世的法律学者也将第三共和国的贝当政府视为自由法国的合法前身。
10月27日，戴高乐在布拉柴维尔发表《布拉柴维尔宣言》，正式成立帝国国防委员会，领导自由法国的政府运作。1941年1月6日，英国正式承认帝国国防委员会为法国事实上的流亡政府。同年9月24日，为使自由法国更具有合宪性，并避免戴高乐的独裁嫌疑，在丘吉尔的建议下，帝国国防委员会改组为法兰西国家委员会。

## 控制地区
在帝国国防委员会成立之时，自由法国已经掌控了一部分法国殖民地，如新赫布里底群島共管地、法属印度等，1940年9月，法属乍得响应了戴高乐的号召加入自由法国，随后法屬赤道非洲大部分地区都加入了自由法国，这也使得法国得以在布拉柴维尔顺利建立帝国国防委员会。

## 委员会成员
帝国国防委员会由戴高乐担任主席，其成员亦由戴高乐选出，他们分别是：
- 将军乔治·卡特鲁
- 海军中将埃米尔·穆塞利埃（英语：Émile Muselier）
- 总督费利克斯·埃布埃
- 总督亨利·索托（英语：Henri Sautot）
- 上校菲利普·勒克萊爾
- 外科医生阿道夫·西塞（法语：Adolphe Sicé）
- 常务秘书勒内·卡森
- 海军上尉喬治·蒂埃里·阿讓利厄